# Stor-Allvattnet
Stor-Allvattnet är en sjö i Strömsunds kommun i Jämtland och ingår i Ångermanälvens huvudavrinningsområde. Sjön har en area på 1,44 kvadratkilometer och ligger 352 meter över havet. Sjön avvattnas av vattendraget Allån.

## Delavrinningsområde
Stor-Allvattnet ingår i det delavrinningsområde (710969-148920) som SMHI kallar för Utloppet av Stor-Allvattnet. Medelhöjden är 419 meter över havet och ytan är 18,59 kvadratkilometer. Det finns inga avrinningsområden uppströms utan avrinningsområdet är högsta punkten. Allån som avvattnar avrinningsområdet har biflödesordning 3, vilket innebär att vattnet flödar genom totalt 3 vattendrag innan det når havet efter 226 kilometer. Avrinningsområdet består mestadels av skog (76 procent). Avrinningsområdet har 1,42 kvadratkilometer vattenytor vilket ger det en sjöprocent på 7,6 procent.